# Pranas Talzūnas

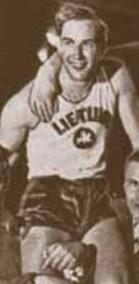
Foto de Pranas Talzūnas.

Pranas Talzūnas (conhecido nos Estados Unidos com seu nome americanizado Frank Konstant Talzunas) (Chicago, 23 de maio de 1913)) foi um basquetebolista lituano nascido nos Estados Unidos. Com a Seleção Lituana de Basquetebol competiu e conquistou a medalha de ouro no EuroBasket 1937 disputado em Riga, Letônia. Como destaque nesta competição, Pranas foi nomeado MVP e é considerado um dos precursores do arremesso de gancho.

## Perfil
Pranas Talzūnas teve seu estilo de jogo perfeitamente descrito pelo jornalista Juozas Kusa: "Talzūnas não gosta de arremessos de longa distância e sempre marca seus pontos debaixo da cesta. <...> Esta é sua especialidade e raramente o defensor consegue impedi-lo de pontuar".
Juris Silarājs, que era integrante da Seleção Letã em 1939, o qual foi o marcador e buscava o segundo título europeu o descreveu dizendo: "P. Talzūnas não é muito alto, talvez 1,82m ou 1,83, no entanto possui estrutura atlética muito forte. <...> Toda a estratégia dos lituanos foi baseada em Pranas Talzūnas. <...> O ataque era iniciado com Kriaučiūnas, passando a bola para Žukas que assistia Talzūnas, que finalizava o ataque. Nós optamos por uma nova estratégia para o arremesso: para roubar a bola, esperávamos Talzunas arremessar e o interceptávamos o arremesso com ambas as mãos".

## Ligações Externas
- Phil Hersh, Lithuania Stands Tall In Basketball, em «Chicago Tribune», 21 de Junho 1992.

## Referência
1. ↑  Illinois, Cook County Birth Certificates, 1878-1922, FamilySearch. (em inglês)
2. ↑  Stanislovas Stonkus "Krepšinio kelias į Lietuvą" (página: 27)
3. ↑  Stanislovas Stonkus "Krepšinio kelias į Lietuvą" (página: 28)